# Eccellenza Lazio
Il campionato di Eccellenza Lazio è il quinto livello in ordine di graduatoria all'interno del campionato italiano di calcio. È il secondo campionato dilettantistico per importanza, il maggiore a livello regionale, ed è organizzato dal Comitato Laziale tramite delega della Lega Nazionale Dilettanti.
Il campionato venne istituito nel 1991, a seguito della riforma nazionale dei campionati dilettanti, andando così a sostituire come importanza quello di Promozione, che venne declassato.

## Regolamento
Il campionato di Eccellenza regionale laziale prevede la partecipazione di 36 squadre divise nel girone A e nel girone B. Chi ottiene il maggior numero di punti in ogni girone viene promosso in Serie D. La seconda classificata accede alla fase finale Nazionale dei play-off per designare ulteriori 7 squadre che verranno promosse in Serie D. Le squadre classificate dal 13º al 16º posto disputano i play-out, salvo che tra le contendenti risulterà un divario superiore ai 10 punti in classifica, ridotti a più di 8 dalla stagione 2010-11. Le perdenti dei play-out retrocederanno in Promozione. Retrocedono direttamente in Promozione la 17ª e la 18ª classificata di ogni girone.

## Albo d'oro campionato
| Stagione  | Girone A               | Girone B                | Partecipa ai Play-off Nazionali (in grasseto le squadre promosse in Serie D) |
| --------- | ---------------------- | ----------------------- | ---------------------------------------------------------------------------- |
| 1991-1992 | Colavene C.C.          | Cynthia                 |                                                                              |
| 1992-1993 | Fiumicino              | Ferentino               |                                                                              |
| 1993-1994 | Civitavecchia          | Ceccano                 | Sorianese Anagni                                                             |
| 1994-1995 | Guidonia               | VJS Velletri            | Atletico Latina Fregene                                                      |
| 1995-1996 | Fiumicino              | Terracina               | Fortitudo Nepi Pro Cisterna                                                  |
| 1996-1997 | Ladispoli              | Real Piedimonte         | Rieti Pomezia                                                                |
| 1997-1998 | Fregene                | Sezze Setina            | Tivoli Formia                                                                |
| 1998-1999 | Fortitudo Nepi         | Lanuvio Campoleone      | Castrense Aprilia                                                            |
| 1999-2000 | Monterotondo           | Aprilia                 | Ostia Mare Ferentino                                                         |
| 2000-2001 | Albalonga              | Ferentino               | Civita Castellana Anagni                                                     |
| 2001-2002 | Cisco Collatino        | Anagni                  | Guidonia Formia                                                              |
| 2002-2003 | Ostia Mare             | Frascati Lupa Gioc      | Civita Castellana Isola Liri                                                 |
| 2003-2004 | Sorianese              | Ferentino               | Spes Mentana Cecchina                                                        |
| 2004-2005 | Pisoniano              | Cassino                 | Civita Castellana ALMAS                                                      |
| 2005-2006 | Anziolavinio           | Morolo                  | Civitavecchiese Terracina                                                    |
| 2006-2007 | Bassano Romano         | Lupa Frascati           | Ciampino Cynthia                                                             |
| 2007-2008 | Civitavecchia          | Gaeta                   | Aprilia Boville Ernica                                                       |
| 2008-2009 | Pomezia                | Virtus Latina           | Latina Fondi                                                                 |
| 2009-2010 | Fidene                 | Zagarolo                | Anziolavinio Cavese                                                          |
| 2010-2011 | Palestrina             | Sora                    | Civitavecchia Lupa Frascati                                                  |
| 2011-2012 | Ostia Mare             | San Cesareo             | Albalonga Lupa Frascati                                                      |
| 2012-2013 | Santa Maria delle Mole | Monterotondo Lupa       | Fregene Terracina                                                            |
| 2013-2014 | Viterbese Castrense    | Lupa Castelli Romani    | Rieti Albalonga                                                              |
| 2014-2015 | Albalonga              | Trastevere              | Sporting Fiumicino Serpentara Bellegra Olevano                               |
| 2015-2016 | Nuova Monterosi        | Città di Ciampino       | Sporting Città di Fiumicino Anzio                                            |
| 2016-2017 | S.F.F. Atletico        | Cassino                 | Valle del Tevere Aprilia                                                     |
| 2017-2018 | Vis Artena             | Anagni                  | Ladispoli Pomezia                                                            |
| 2018-2019 | Team Nuova Florida     | Pro Calcio Tor Sapienza | Valle del Tevere Pomezia                                                     |
| 2019-2020 | Montespaccato          | Insieme Ausonia         | n.d.                                                                         |

A causa della Pandemia di COVID-19 in Italia, oltre alla sospensione della stagione 2019-2020, ci fu il blocco delle retrocessioni nella stagione 2020-2021. Questo costrinse il CR Lazio a organizzare il campionato in tre gironi piuttosto che i classici due.
| Stagione  | Girone A                | Girone B   | Girone C             | Promozione in Serie D              |
| --------- | ----------------------- | ---------- | -------------------- | ---------------------------------- |
| 2020-2021 | Real Monterotondo Scalo | UniPomezia | Tivoli               | Real Monterotondo Scalo UniPomezia |
| 2021-2022 | Pomezia                 | Tivoli     | Lupa Frascati A.S.D. | Tivoli Lupa Frascati Pomezia       |

Dopo due anni di transizione si torna al classico format.
| Stagione  | Girone A     | Girone B   | Partecipa ai Play-off Nazionali (in grasseto le squadre poi promosse in Serie D) |
| --------- | ------------ | ---------- | -------------------------------------------------------------------------------- |
| 2022-2023 | Anzio        | Sora       | Boreale Donorione Certosa                                                        |
| 2023-2024 | S.S.A. Rieti | Terracina  | W3 Maccarese UniPomezia                                                          |
| 2024-2025 | Valmontone   | UniPomezia | W3 Maccarese Montespaccato                                                       |

### Titoli per squadra
| Squadra                 | Titoli | Edizioni                                   |
| ----------------------- | ------ | ------------------------------------------ |
| Ferentino               | 3      | 1992-1993, 2000-2001, 2003-2004 (girone B) |
| Civitavecchia           | 2      | 1993-1994, 2007-2008 (girone A)            |
| Fiumicino               | 2      | 1992-1993, 1995-1996 (girone A)            |
| Eretum Monterotondo     | 2      | 1999-2000 (girone A), 2012-2013 (girone B) |
| Albalonga               | 2      | 2000-2001, 2014-2015 (girone A)            |
| Anagni                  | 2      | 2001-2002, 2017-2018 (girone B)            |
| Anzio                   | 2      | 2005-2006, 2022-2023 (girone A)            |
| Ostia Mare              | 2      | 2002-2003, 2011-2012 (girone A)            |
| Lupa Frascati           | 2      | 2002-2003, 2006-2007 (girone B)            |
| Cassino                 | 2      | 2004-2005, 2016-2017 (girone B)            |
| Pomezia                 | 2      | 2008-2009 (girone A), 2021-2022 (girone B) |
| Tivoli                  | 2      | 2020-2021 (girone C), 2021-2022 (girone B) |
| Sora                    | 2      | 2010-2011, 2022-2023 (girone B)            |
| Terracina               | 2      | 1995-1996, 2023-2024 (girone B)            |
| UniPomezia              | 1      | 2020-2021, 2024-2025 (girone B)            |
| Colavene C.C.           | 1      | 1991-1992 (girone A)                       |
| Cynthia                 | 1      | 1991-1992 (girone B)                       |
| Ceccano                 | 1      | 1993-1994 (girone B)                       |
| Guidonia                | 1      | 1994-1995 (girone A)                       |
| VJS Velletri            | 1      | 1994-1995 (girone B)                       |
| Ladispoli               | 1      | 1996-1997 (girone A)                       |
| Real Piedimonte         | 1      | 1996-1997 (girone B)                       |
| Fregene                 | 1      | 1997-1998 (girone A)                       |
| Sezze Setina            | 1      | 1997-1998 (girone B)                       |
| Fortitudo Nepi          | 1      | 1998-1999 (girone A)                       |
| Lanuvio Campoleone      | 1      | 1998-1999 (girone B)                       |
| Aprilia                 | 1      | 1999-2000 (girone B)                       |
| Cisco Collatino         | 1      | 2001-2002 (girone A)                       |
| Sorianese               | 1      | 2003-2004 (girone A)                       |
| Pisoniano               | 1      | 2004-2005 (girone A)                       |
| Morolo                  | 1      | 2005-2006 (girone B)                       |
| Bassano Romano          | 1      | 2006-2007 (girone A)                       |
| Gaeta                   | 1      | 2007-2008 (girone B)                       |
| Virtus Latina           | 1      | 2008-2009 (girone B)                       |
| Fidene                  | 1      | 2009-2010 (girone A)                       |
| Zagarolo                | 1      | 2009-2010 (girone B)                       |
| Palestrina              | 1      | 2010-2011 (girone A)                       |
| San Cesareo             | 1      | 2011-2012 (girone B)                       |
| Santa Maria delle Mole  | 1      | 2012-2013 (girone A)                       |
| Viterbese Castrense     | 1      | 2013-2014 (girone A)                       |
| Lupa Castelli Romani    | 1      | 2013-2014 (girone B)                       |
| Trastevere              | 1      | 2014-2015 (girone B)                       |
| Nuova Monterosi         | 1      | 2015-2016 (girone A)                       |
| Città di Ciampino       | 1      | 2015-2016 (girone B)                       |
| S.F.F. Atletico         | 1      | 2016-2017 (girone A)                       |
| Vis Artena              | 1      | 2017-2018 (girone A)                       |
| Team Nuova Florida      | 1      | 2018-2019 (girone A)                       |
| Pro Calcio Tor Sapienza | 1      | 2018-2019 (girone B)                       |
| Montespaccato           | 1      | 2019-2020 (girone A)                       |
| Insieme Ausonia         | 1      | 2019-2020 (girone B)                       |
| Real Monterotondo Scalo | 1      | 2020-2021 (girone A)                       |
| Lupa Frascati A.S.D.    | 1      | 2021-2022 (girone C)                       |
| S.S.A. Rieti            | 1      | 2023-2024 (girone A)                       |
| Valmontone              | 1      | 2024-2025 (girone A)                       |

## Partecipazioni
In 34 stagioni di Eccellenza hanno partecipato le seguenti 206 squadre (in grassetto le squadre che disputano attualmente il campionato di Eccellenza Lazio 2024-2025):
- 23: Colleferro

- 22: Audace[12]

- 20: ALMAS, Formia

- 19: Fiumicino, Morolo, Pomezia

- 18: Fregene[13], Ladispoli, Pro Cisterna[14], Villalba Ocres Moca

- 17: Anzio[15], Civitavecchia, Sorianese[16]

- 16: Terracina, Vis Sezze[17], VJS Velletri[18], W3 Maccarese[19]

- 15: Santa Marinella, Tor Sapienza[20]

- 13: Cecchina, Ciampino, Palestrina, Vis Artena

- 12: Itri[21], Monterotondo[22]

- 11: Albalonga[23], Anagni, Aprilia, Cassino[24], Ferentino, Nettuno

- 10: Corneto Tarquinia, Flaminia Civita Castellana[25], Gaeta, Lupa Frascati, Roccasecca Terra di San Tommaso, Tivoli

- 9: Acilia, Astrea, Boreale Donorione[26], Ceccano, Monte San Giovanni Campano, Montespaccato, Torrenova

- 8: Arce, Campus Eur[27], Centro Italia Stella d'Oro, Cynthia, Fondi, Guidonia[28], Ostia Mare, Rocca di Papa[29], Sabinia[30], Scauri Minturno, Sezze Setina[31], Sora, UniPomezia

- 7: Anitrella, Atletico Vescovio, Faul Cimini, Fonte Nuova, Macir Cisterna, Monterosi[32], Rieti, Valmontone, Vigor Acquapendente, Villanova

- 6: Gaeta 2010, Monte Grotte Celoni[33], Monterotondo Scalo, Romana Gas, Santa Maria delle Mole, Tor Tre Teste, Torbellamonaca, Vigor Perconti

- 5: Alatri, Aranova, Boville Ernica, Casal Barriera, Castel di Leva Divino Amore, Castel Madama, Centro Sportivo Primavera, Collatino, Fortitudo Nepi, Insieme Formia[34], Lanuvio Campoleone, Lariano[35], LUISS Roma, Mentana Jenne[36], Montefiascone, Ottavia, Pescatori Ostia, Priverno, Real Monterotondo Scalo, Roma VIII, Sporting Real Pomezia, Tanas Primavalle[37], Virtus Nettuno[38], Vis Subiaco

- 4: Bassano Romano, Borgo Podgora, Certosa, Cerveteri, Città di Palombara[39], Città di Paliano, FalascheLavinio, Isola Liri, La Rustica, Lativoli[40], Maremmana, Romulea, San Filippo Neri[41], Spes Montesacro, Tarquinia[42], Tor Lupara

- 3: Atletico Latina, Atletico Lodigiani, Aurelia Antico Aurelio, Aureliana Roma, Bassiano, Cavese, Fidene, Gallese, Grifone Monteverde, Indomita Pomezia, La Sabina, Marta, Monte San Biagio, Montello, Pontinia, Rebibbia, San Cesareo, Serpentara Bellegra Olevano, Team Nuova Florida, Tolfa, Torri in Sabina, Tuscania, Valle del Tevere, Zagarolo

- 2: Atletico Lazio, Atletico Pontinia, Caninese, Casalotti, Cisco Collatino, Città di Ciampino, Città di Minturno Marina, Città di Monterotondo, Fara Sabina, Flaminia Rignano, Futbolclub Roma, Grifone Gialloverde, La Staria Ornaro, Latina, Latina Scalo Sermoneta, Lepanto Marino, Lodigiani, Lupa Frascati A.S.D., Monte Romano, Parioli, Pavona Castel Gandolfo, Pro Sabina, Racing Ardea, Riano, Sant'Angelo Romano, Semprevisa, Sporting Ariccia, Sporting Città di Fiumicino, Sporting Genzano, Stella Azzurra Porrino, Triaena Campagnano, Veroli, Vicovaro

- 1: Amatrice Rieti, Atletico Torrenova, Canarini Rocca di Papa, Cantalice, CapranicaSutri, Castrense, Cervaro, Circe, Citizen Academy, Città di Marino, Civitavecchiese, Compagnia Portuale Civitavecchia, Fiano Romano, Foglianese, Fonte Meravigliosa, Formello, Impero Romano Casalotti, La Lucca, Lavinio Campoverde, Lupa Castelli Romani, Montalto, Montelibretti, Passo Corese, Percile, Pianoscarano Viterbo, Prati IV Miglio, Pro Roma, Real Cassino, Real Piedimonte, Rodolfo Morandi, Ronciglione United, Roviano, Sanpolese, Segni, Sporting Pontecorvo, Quarto Municipio, Stella Polare Pomezia, Tor di Quinto, Trastevere, Virtus Bagnoregio,  Virtus Latina, Viterbese Castrense, W3 Roma Team

## Supercoppa
La Supercoppa Eccellenza Lazio prevede lo scontro in campo neutro delle squadre vincenti dei due gironi di campionato. La prima edizione si è svolta nella stagione 2023-24.

## Coppa Italia dilettanti: Fase regionale
La Coppa Italia dilettanti - fase regionale del Lazio prevedeva fino al 2011 la partecipazione sia delle squadre di Eccellenza che di Promozione. La squadra di Eccellenza che vinceva la Coppa otteneva la qualificazione alla fase nazionale della Coppa Italia Dilettanti; qualora la squadra vincitrice fosse stata una squadra di Promozione, la stessa avrebbe ottenuto la promozione per il campionato di Eccellenza della stagione seguente (mentre la squadra di Eccellenza finalista partecipava alla fase nazionale della Coppa Italia Dilettanti).
Attualmente partecipano solamente squadre di Eccellenza; la vincitrice della Coppa ottiene la qualificazione alla fase nazionale della Coppa Italia Dilettanti.